# Ammonius pupulus
Ammonius pupulus is een spinnensoort uit de familie Barychelidae. De soort komt voor in Kameroen.